# Visconde de Castilho
Visconde de Castilho é um título nobiliárquico criado por D. Luís I de Portugal, por Decreto de 25 de Maio de 1870, em favor de António Feliciano de Castilho.
Titulares
1. António Feliciano de Castilho, 1.º Visconde de Castilho;
2. Júlio de Castilho, 2.° Visconde de Castilho.

Após a Implantação da República Portuguesa, e com o fim do sistema nobiliárquico, usaram o título: 
1. Jorge Vidal de Castilho Barreto de Noronha, 3.° Visconde de Castilho;
2. Teresa Maria Xavier Esteves de Castilho, 4.ª Viscondessa de Castilho.